# مونتي كوسنا
مونتي كوسنا (بالإيطالية: Monte Cusna)‏ هو جبل في شمال الأبينيني يقع بين ممري تشريتو ولاغاستريلو بارتفاع 2121 متر. يعرف الجبل أيضًا باسم الرجل الميت أو الرجل النائم أو العملاق لظهوره بشكل رجل.